# 甜瓜節
甜瓜節，是土庫曼斯坦每年全國性的節日，慶祝該國的甜瓜收成，訂在每年8月第二個星期日。
這個節日是由前土庫曼斯坦總統尼亞佐夫於1994年制定，當天的慶祝活動包括展出土庫曼斯坦所有品種的水果，以及一系列的舞蹈和音樂活動。
甜瓜節也是全國性土庫曼24個公眾假期之一。